# Blauwgevlekte salamander
De blauwgevlekte salamander (Ambystoma laterale) is een landbewonende salamander uit de familie molsalamanders (Ambystomatidae). De soort werd voor het eerst wetenschappelijk beschreven door Edward Hallowell in 1856.

## Uiterlijke kenmerken
De blauwgevlekte salamander bereikt een lichaamslengte van ongeveer 10 tot 14 centimeter. Ongeveer 40 procent van het lichaam bestaat uit de staart. Deze soort is meestal zwart met kleine blauwe en witte vlekjes op vooral flanken en poten maar ook op de rug, sommige exemplaren zijn iets lichter tot grijs van kleur. Van andere soorten die erop lijken, zoals Jeffersons salamander (Ambystoma jeffersonianum), verschilt deze soort door de kortere pootjes en het grotere aantal vlekken op de flanken en rug.

## Verspreiding en habitat
De salamander komt voor in Canada (Quebec, en in de Verenigde Staten; in de staten Connecticut, , Illinois, Indiana, Iowa, Maine, Massachusetts, Michigan, Minnesota, New Hampshire, New Jersey, New York, Ohio, Vermont en Wisconsin.
De blauwgevlekte salamander leeft in bosachtige, vochtige omgevingen zoals moerassen en begroeide weilanden met vennetjes waar geen vissen in leven, want deze eten de larven op. In de streken waar de soort voorkomt is het vaak de meest aangetroffen amfibie in het bos, maar de salamander wordt wel zeldzamer en is beschermd.

## Levenswijze
Het voedsel bestaat uit kleine ongewervelden zoals insecten, spinnen, duizendpotigen en wormen. De salamander foerageert tijdens de schemering en 's nachts. De larven eten kleine waterdiertjes zoals muggenlarven en watervlooien.
Zodra het ijs van de winter gesmolten is begint de voortplantingstijd. Al na enkele dagen worden eitjes afgezet die na een maand uitkomen en begin juni kruipen de jonge salamanders het land op. Het vrouwtje zet tot 500 eieren per keer af. De eitjes worden door de vrouwtjes op de bodem van een water een voor een tegen bladeren geplakt, maar kunnen ook in groepjes als een paar kleine geleiachtige balletjes worden afgezet.